# Gideonsbergskyrkan
Gideonsbergskyrkan är en kyrkobyggnad i stadsdelen Gideonsberg i Västerås. Den är församlingskyrka i Gideonsbergs församling.
Stadsdelskyrkan i mörkrött tegel uppfördes 1972 efter ritningar av arkitekt Peter-Paul Hoffman och invigdes 1 december 1973 av biskop Sven Silén    efter nästan 20 års förberedelser och pengainsamlingar. Den byggdes för att svara mot den ökade befolkningen som bosatt sig i den nya stadsdelen på herrgården Gideonbergs gamla marker. Intill står en blåmålad, låg klockstapel. Bland inventarierna finns altartavlan Härlighetens himmel tillverkad av Birgitta Hagnell-Lindén och femton målningar av Leon Szuter som symboliserar Via dolorosa.

## Historia
Med en kraftigt ökad befolkning under 1900-talet behövde Västerås stad allt mer plats för att bygga bostäder. Därför införskaffades bland annat Gideonsbergs herrgård och Siggesborg gård under första halvan av 1900-talet. Det första blev namnet på hela stadsdelen, där bland annat den så kallade Aseastaden växte fram för anställda på Asea.
Till en början fick Gideonsbergsborna nöja sig med ett församlingshem på Skallberget i närheten, men stadsdelsborna ville ha en egen kyrka. Redan 1955 bildades en arbetskommitté som skulle arbeta med att samla in pengar till ett kyrkobygge. Men man hade problem med att få in tillräckligt med pengar och det var inte förrän staten bidrog genom att låta byggnadsarbetet bedrivas som ett arbetsmarknadsprojekt som det kunde starta 1972. Uppdraget gick till arkitekt Peter-Paul Hoffman, som ritade en låg byggnad bland träden i den gamla parken som hörde till Siggeborgs gård. Den totala kostnaden för bygget landade på 1 650 000 kronor, som förutom insamlade medel och Arbetsmarknadsstyrelsen också bekostades av Västerås kyrkliga samfällighet. Kyrkan invigdes 1 december 1973 av biskop Sven Silén, hans femtonde kyrkoinvigning i Västerås stift.
Från början var bänkarna samlade i ett kvarter, och kyrkan saknade då den vanliga mittgången. Gången runt bänkkvarteret var tänkt att symbolisera Via Dolorosa, den väg Jesus gick med korset till Golgata. Längs väggarna satte man upp femton målningar med motiv från Jesus vandring, inspirerade av katolska korsvägsandakter. Med tiden visade det sig vara opraktiskt med endast ett bänkkvarter, så 1985 delades kvarteret upp i två, och kyrkan fick därmed en traditionell mittgång. Samtidigt flyttades predikstolen och en ny orgel installerades. Efter en större renovering 2015, då bland annat el, avlopp, ventilation och värme byttes ut och församlingshemmet förbättrades, återinvigde biskop Mikael Mogren kyrkan första advent samma år.

## Kyrkobyggnaden
Gideonsbergskyrkan är lågt byggd för att inte konkurrera med de höga träden omkring. Kyrkan är byggd i souterräng med ett mittparti med entré omgiven av kyrkosal åt vänster och sammanbyggt församlingshem till höger. I kontrast till församlingshemmets flacka tak är taket över kyrkosalen ett svagt lutande sadeltak. Ytterfasaderna utgörs av tegel, medan fönstersnickerierna, portar och ett burspråk åt söder är blåmålade. I församlingslokalerna finns bland annat bibliotek, församlingssal och barn- och ungdomslokaler.
Kyrkorummet, liksom flera av dess inventarier, ritades av samma arkitekt som låg bakom byggnadens utformning, Peter-Paul Hoffman. Även i kyrkosalen dominerar tegel, som utgör både väggar och altaret, medan ljus furu använts till snickerierna och innertaket i kyrkorummet. Golvet sluttar lätt mot koret, som är bredare än resten av kyrkorummet, så att både kör och dopsällskap ska få plats. Korväggen är svagt svängd. Ljus kommer framförallt in från fönster i norr. Längst fram i koret finns ett veckat fönster åt norr och ett större fönster åt söder och längst bak i kyrksalen finns ett korsformat fönster som släpper in ljus från väster. Istället för traditionella ljuskronor finns tio stilrena kransar av lampor placerade vid bänkgavlarna. I koret finns också Barnens kyrka, där barn bland annat kan leka präst. Den invigdes av biskop Thomas Söderberg 2012.
Framför kyrkans entré står en blåmålad klockstapel, som har liknats vid både ett luftbevakningstorn och en månlandare. Liksom kyrkan gjordes den låg, endast 10 meter, för att inte konkurrera med parkens träd.

## Inventarier
- Altartavlan Härlighetens himmel  i textil är utförd av textilkonstnären Birgitta Hagnell-Lindén och inspirerad av psalmen Gud, vår lösta tunga.[9]
- Längs väggarna hänger femton målningar av Leon Szuter med korta texter av Bo Setterlind. De symboliserar olika händelser längs Jesus korsvandring mot Golgata där besökarna kan följa Jesus lidande fram till uppståndelsen.[2][9]
- Snickerierna i kyrkorummet, såsom den enkla predikstolen, dopställningen och lyktstolparna, som fått ersätta de mer traditionella ljuskronorna, är ritade av Peter-Paul Hoffman och tillverkade i ljus furu.[3]
- Altaret är fristående och murat av tegel täckt med en tjock platta av kalksten, också det ritat av Peter-Paul Hoffman.[3]
- De sexkantiga nattvardskärlen är skapade av silversmeden Wiwen Nilsson 1959.[2]
- I vapenhuset hänger väven Ljuset – kraftkällan, skapad av konstnären Ingrid Andersson.[2]
- Skålen till dopfunten är utförd av konstnären och silversmeden Karlheinz Sauer.[9]
- Kyrkans orgel, som installerades 1986, har 12 stämmor och är byggd av Hammarbergs Orgelbyggeri AB.[2]
- De mindre av de två kyrkklockorna som hänger i den låga klockstapeln väger 265 kg och bär en vers från psalmen Ord av evighet. Den större klockan väger 420 kg och bär en vers från psalmen Nu gläd dig, min ande. Båda klockorna är gjutna 1973 av Bergholtz klockgjuteri.[9]